# Scheinstrophe
Von der Gliederung eines Gedichtes in Scheinstrophen spricht man in der Verslehre, wenn zwar eine Gruppierung von Versen in (gleich lange) Abschnitte den Eindruck einer strophischen Gliederung erweckt, diesen Strophen aber die üblichen Merkmale der Strophe fehlen, nämlich Wiederholung (Responsion) klanglicher oder rhythmischer Merkmale an korrespondierenden Stellen, also eine Wiederholung gleichartiger Reimfolgen oder metrische Übereinstimmung entsprechender Verse.
Als Beispiel können die ersten „Strophen“ des in freien Rhythmen gehaltenen Gedichts Das große Halleluja von Friedrich Gottlieb Klopstock dienen:
Ehre sey dem Hocherhabnen, dem Ersten, dem Vater der Schöpfung!

Dem unsre Psalme stammeln,

Obgleich der wunderbare Er

Unaussprechlich, und undenkbar ist.

Eine Flamme von dem Altar an dem Thron

Ist in unsre Seele geströmt!

Wir freun uns Himmelsfreuden,

Daß wir sind, und über Ihn erstaunen können!

Ehre sey ihm auch von uns an den Gräbern hier,

Obwohl an seines Thrones letzten Stufen

Des Erzengels niedergeworfne Krone

Und seines Preisgesangs Wonne tönt.
Untersucht man die Strophen vergleichend, so stellt man fest, dass es keinerlei metrische Gemeinsamkeiten in den entsprechenden Versen gibt. Dass es sich aber nicht um eine rein formale Gruppierung zu je vier Versen handelt, sondern sehr wohl Entsprechungen existieren, ist wiederum typisch und zeigt sich im Beispiel unter anderem an der Wiederholung der Einleitungsworte „Ehre sey“ (Anapher). Diese Wiederholung wird zwar in der zweiten Strophe unterbrochen, dann aber weitergeführt.
Zugleich erscheinen ungrammatische Kommata, zum Beispiel im vierten Vers, die hier als Phrasierungszeichen zu lesen sind und eine dem Versschluss entsprechende Pause andeuten, sodass die erste Gruppe eigentlich zu lesen ist als:
Ehre sey dem Hocherhabnen, dem Ersten, dem Vater der Schöpfung!

Dem unsre Psalme stammeln,

Obgleich der wunderbare Er

Unaussprechlich

Und undenkbar ist.
Eine solche Versgliederung würde jedoch ungleich lange Scheinstrophen erzeugen.